# RMS Aquitania
Az RMS Aquitania a Cunard Line óceánjárója volt, melyet a John Brown & Company épített Clydebankben, Skóciában. A hajót 1913. április 21-én bocsátották vízre és 1914. május 30-án indult el első útjára New Yorkba. Ő volt a harmadik tagja az úgynevezett "Nagy Triónak", a Mauretania és a Lusitania után. A hajó beceneve a "Gyönyörű hajó" volt. Az Aquitania összesen 36 évig volt szolgálatban, túlélt két világháborút és a gazdasági válságot.

## Előzmények
A Cunard, a White Star Olympic osztályú hajói miatt tervezte meg az Aquitaniát. Az Olympic és a Titanic több mint 14.000 tonnával volt nagyobb a Mauretaniánál és Lusitaniánál, továbbá sokkal elegánsabbak voltak, de lassabbak. A cél természetesen a White Star Line legyőzése volt a Cunard részéről.

## Tervezés, konstrukció és vízrebocsátás

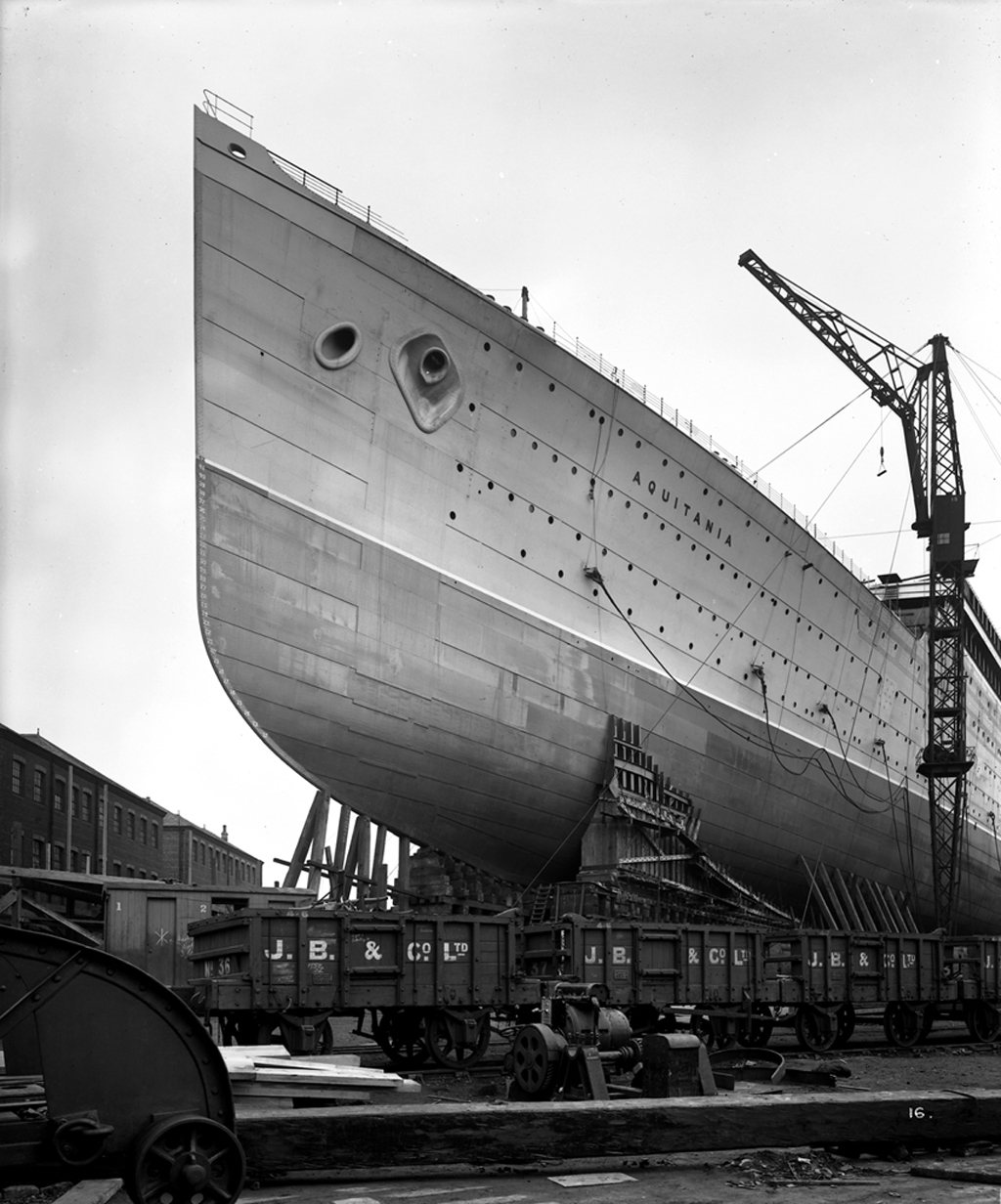
Az Aquitania röviddel a vízrebocsátása előtt

Az Aquitania tervezője a Cunard hajóépítésze, Leonard Peskett volt. Peskett terveiben egy, az előző két Cunard hajónál nagyobb és szélesebb hajó szerepelt. A négy kéménnyel a hajó a híres gyors pároshoz hasonlítana, de Peskett terveiben a felépítmény „beüvegezett” felületeket kapott, mint egy másik, kisebb, szintén általa tervezett hajó, az RMS Carmania esetében. A két magas orrfedélzeti ventilátorburkolat szintén a Carmania terveiből átvett részlet. Mikor az Aquitania építése 1910‑ben megkezdődött, a tapasztalt hajóépítész tett egy utat a rivális Olympic‑on, hogy tapasztalatot szerezzen, milyen is egy majdnem 50000 tonnás hajón utazni, és hogy tippeket szerezzen saját cégének új hajójához. Bár az Aquitania kizárólag a Cunard költségéből épült, Peskett mégis az Admiralitás szigorú specifikációja szerint tervezte, „háború esetére”. Az építés a Clydebank‑i John Brown and Company üzemeiben folyt, ahol a Cunard hajóinak többsége épült. Építését ugyanabban a dokkban kezdték, ahol előzőleg a Lusitania majd később a Queen Mary, a Queen Elizabeth és a Queen Elizabeth 2 is. A Titanic katasztrófája nyomán az Aquitania volt az egyik első hajó, amelyiken az összes utas és a személyzet minden tagja számára volt elég mentőcsónak. Ezek közül kettő motoros volt, Marconi‑féle rádiótávíróval felszerelve. A Brit Admiralitás követelménye volt, hogy a hajó fegyveres áruszállítóvá átalakítható legyen és e szerepben majd ágyúkkal lehessen felszerelni. A vízrebocsátás 1913. április 21‑én történt meg, miután Alice Stanley, Derby grófnője felkeresztelte, a berendezés további tizenhárom hónapig tartott. 1914 májusában, a próbaüzem alatt a tervezett sebességnél egy csomóval többet ért el.

## Belső kialakítás, design

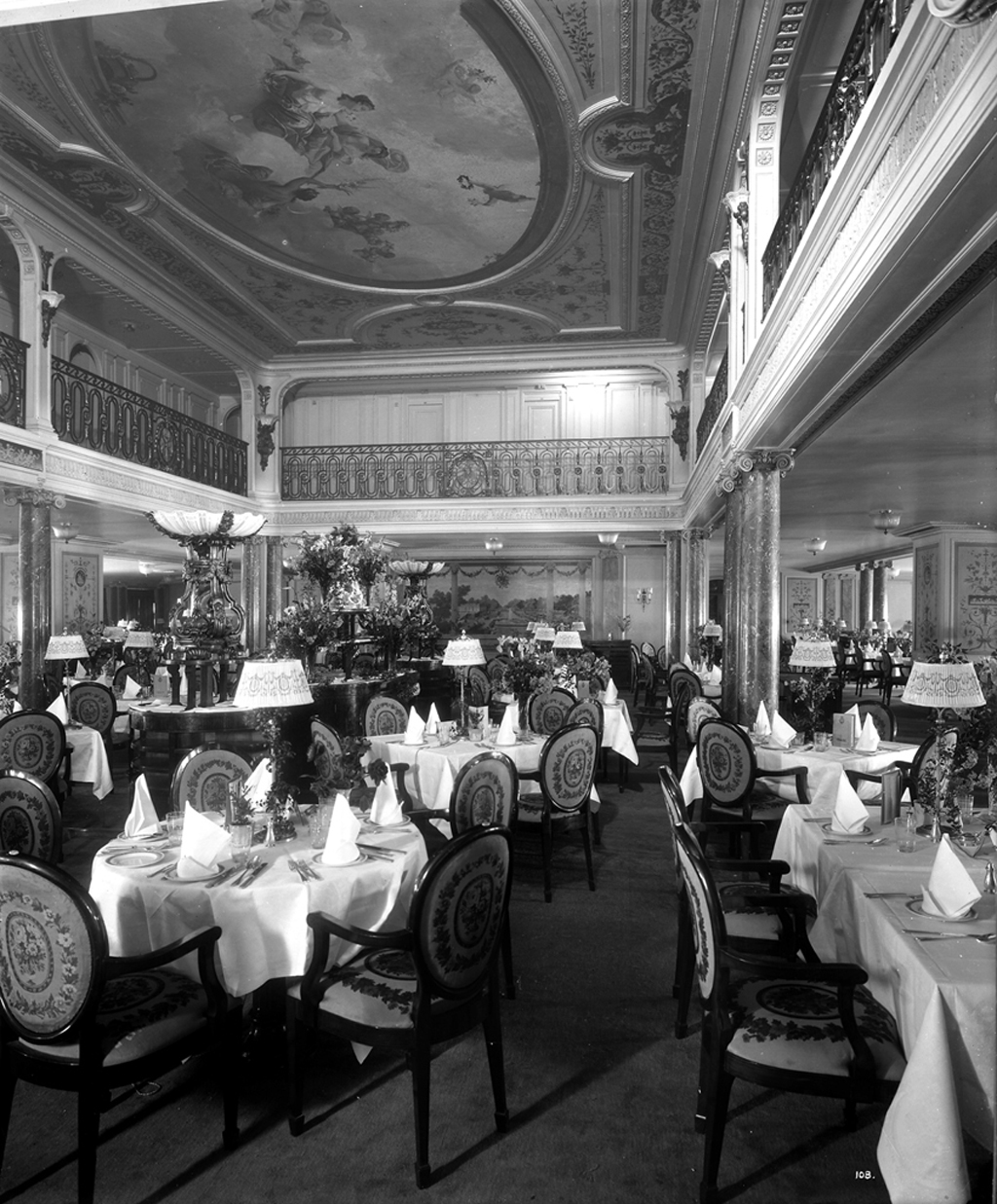
Az Aquitania első osztályának ebédlője

Bár az Aquitania kinézete nem volt olyan karcsú, jacht‑szerű, mint társhajói, a Mauretania és a Lusitania, viszont nagyobb hossza és szélessége látványosabb és tágasabb belső helyiségeknek adott teret. Az utasok helyiségeit a Mewès and Davis belsőépítészeti cég brit építésze, Arthur Joseph Davis tervezte. E cég irányította a londoni Ritz Hotel építését is, továbbá Davis maga személyesen tervezett több fővárosi bankot. Üzlettársa, Charles Mewès tervezte a párizsi Ritz belső tereit, és 1905‑ben Albert Ballin, a német Hamburg‑Amerika Vonal (HAPAG) megbízta a cég új hajója, az Amerika belső tereinek kialakításával. Az első világháború előtti években Mewès‑t megbízta a HAPAG három óriási új hajója, az SS Imperator, SS Vaterland és az SS Bismarck dekorációs megoldásaival, miközben Davis kapta az Aquitania szerződését. A rivalizáló Cunard és Hamburg‑Amerika Vonal közötti különös egyezség keretében Davis és Mewès elválasztva dolgozott – kizárólag Németországban és Angliában –, és egyikük sem árulhatott el részleteket munkájáról a másiknak. Bár szinte biztosra vehető, hogy ezt a kikötést megszegték, az Aquitania belső kidolgozása nagyrészt Davis műve. A XVI. Lajosról elnevezett ebédlő‑szalon erősen emlékeztetett Mewès munkáira a HAPAG hajóin, de valószínű, hogy sokévi közös munka után a két tervező munkája szinte megkülönböztethetetlen lett. Valóban, Davis mesterműve a pompás Károly‑kori stílusú dohányzószoba és a hibátlan Palladio‑stílusú szalon, John Webb építész stílusának hűséges követése.

## Korai karrier, az I. világháború

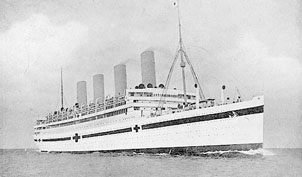
A HMHS Aquitania az első világháborús szolgálata alatt

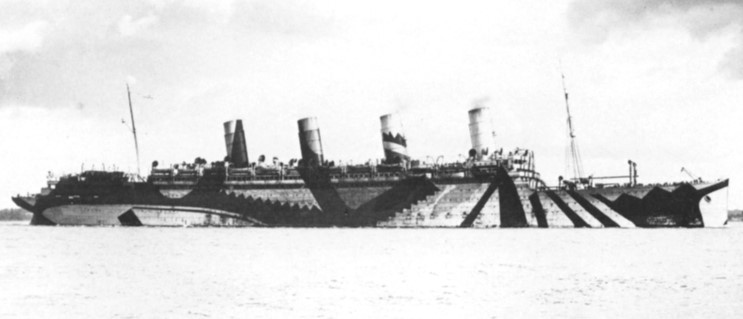
Az Aquitania mint csapatszállító hajó

1914. május 30‑án az Aquitania elindult első útjára William Turner kapitány parancsnoksága alatt. Ezt az emlékezetes eseményt beárnyékolta, hogy az előző napon az RMS Empress of Ireland elsüllyedt Quebecben, és ezernél is többen fulladtak vízbe. A következő hónapban történt a Ferenc Ferdinánd osztrák főherceg elleni merénylet, ekkor és a világot elragadta az első világháború, megszakítva az Aquitania civil karrierjét. Mindössze három körút után katonai célra vetették be. Először fegyveres áruszállítóvá alakították át, amire más a tervezés során gondoltak. De az Admiralitás úgy gondolta, hogy a nagy óceánjárók túl sebezhetőek és túlzottan pazarolják az üzemanyagot, ezért az Aquitania nem sokáig töltötte be ezt a szerepet. Némi mozdulatlanság után 1915 tavaszán csapatszállítóvá alakították át és a Dardanellák felé indították. Később kórházhajóvá alakították, így működött a Dardanelláki hadjáratban. 1916‑ban újból csapatszállító lett, majd 1917‑ben félretették. 1918‑ban újra csapatszállítóként amerikai katonákat vitt Nagy‑Britanniába. Ilyenkor általában az új‑skóciai Halifax kikötőjéből indult, ahol az álcafestést több művész és fotós megörökítette, különösen Antonio Jacobsen. Egy alkalommal több, mint 8000 katonát is szállított. 1919 júniusában a Cunard szükségjáratán használták Southampton és New York között. Ugyanazon év decemberében a Newcastle‑i Armstrong Whitworth hajógyárban felkészítették a háború utáni üzemre. Többek között szénfűtésűből olajfűtésűvé alakították, ami nagyon lecsökkentette a gépészeti személyzet szükséges létszámát. Az átalakítás alatt a legénység egyik tagja a gépházban történt robbanásban meghalt. Az eredeti belső berendezést és dekorációt előhozták a raktárakból és visszaszerelték.
A 20‑as években az Aquitania az észak‑atlanti útvonal egyik legnépszerűbb óceánjárója lett. A Cunard Mauretania és Berengaria nevű hajóival együtt közlekedett a Nagy Trióként ismert csoportban. A gazdasági helyzet javulásával minden idők egyik legjövedelmezőbb óceánjárójává vált. Amerikában a korai 20‑as években korlátozták a bevándorlást, ez véget vetett az Európából induló tömeges kivándorlásnak, de mivel a hajó volt az egyetlen lehetőség a kontinensek közötti utazásra, az óceánjárók megmaradtak és meghaladták a korábbi rekordokat is. Most már a bevétel nagy része a filmsztároktól, hírességektől, arisztokratáktól és politikusoktól származott. Az Aquitania a kedvencük volt, és a 20‑as évek az óceáni hajózás történetének egyik legjövedelmezőbb korszaka lett. Az 1929‑es gazdasági világválságnak azonban sok hajóra súlyos következményei lettek. Az Aquitania nehéz helyzetbe került. Kevesen tudták megfizetni a drága jegyeket, ezért a Cunard olcsó földközi‑tengeri körutakra küldte. Ezek népszerűek voltak, különösen a „piatúrára” induló amerikaiak között, akiknek elegük volt az otthoni alkoholtilalomból. 1935. április 10‑én az Aquitania zátonyra futott Southampton közelében, de tíz vontatóhajó és a legközelebbi dagály segítségével kiszabadították.

## A II. világháború

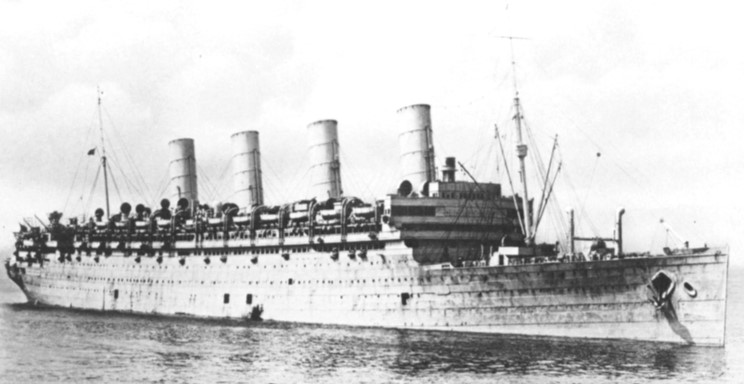
Az Aquitania szürke színben a második világháború alatt

Eredetileg úgy tervezték, hogy az idősödő hajót 1940‑ben leváltotta volna az RMS Queen Elizabeth, de ezt a tervet szétzúzta a második világháború kezdete. 1940‑ben New Yorkban várta a további parancsot. Egy ideig az RMS Queen Mary, az RMS Queen Elizabeth és a Normandie mellett volt kikötve, lenyűgöző látvány volt az óriási hajók között. Nemsokára az ausztráliai Sydney‑be indult csapatszállítóként. Ebben a szerepben jól bevált, ugyanúgy. mint az első világháború alatt. Később az Aquitania, a Queen Mary, a Queen Elizabeth, az SS Île de France és más hajók egy fenséges konvojban futottak ki Sydney kikötőjéből. 1941 novemberében az Aquitania Szingapúrban (akkoriban még brit gyarmat) tartózkodott, csatahajó-szürkére festve, ahonnan közvetve részt vett az ausztrál HMAS Sydney elvesztésével végződő csatában. A Sydney a német Kormoran segédcirkálóval vívott harcban süllyedt el. Sok bizonyítatlan feltételezés szólt arról, hogy a Kormoran az Aquitania felbukkanását várta, miután kémek értesítették a legénységet a kifutásról, és az Indiai‑óceánon, Perth‑től nyugatra készült a meglepetésszerű támadásra, de e helyett november 19‑én a Sydney‑vel találkozott. Ádáz csata után mindkét hajó elpusztult és nem sokkal később megérkezett az Aquitania a helyszínre és felvette a német hajó legénységének megmaradt tagjait, a kapitány ezt a túlélők felvételét tiltó parancs ellenében tette. A Sydney legénységéből mindenki odaveszett. Nyolc év katonai szolgálata alatt az Aquitania több mint 500000 mérföldet tett meg, majdnem 400000 katonát szállított, olyan távoli helyek között, mint Új‑Zéland, Ausztrália, a Csendes‑óceán déli része, Görögország és az Indiai‑óceán.

## A Háború utáni szolgálat

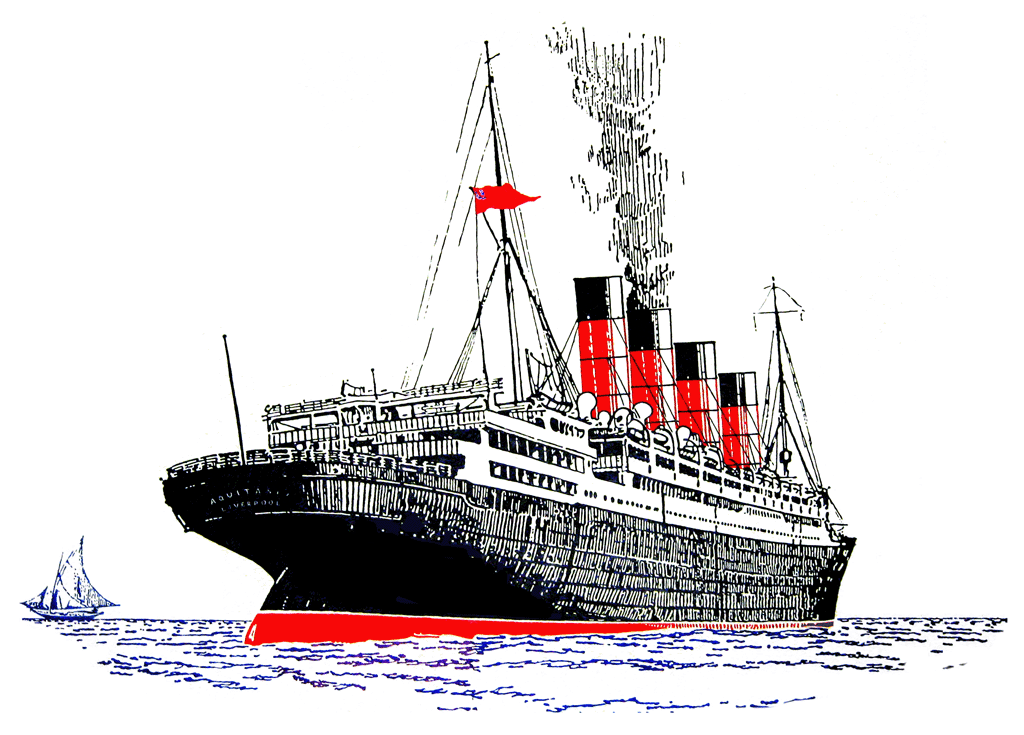
Freskó az Aquitania-ról, a "Gyönyörű hajó"-ról.

A bevetések végeztével visszaadták a Cunard‑nak, a cég ezután a kanadai kormánnyal kötött szerződés keretében hadimenyasszonyokat és gyerekeiket szállította rajta Kanadába. Ez alatt az utolsó szolgálat alatt az Aquitania nagy becsben állt Halifaxban, az ilyen bevándorlási utak célállomásán. Miután ezek az utak befejeződtek, a hajó üzemben tartási engedélyét nem újították meg, mert túl öreg lett ahhoz, hogy gazdaságosan üzemeltethető legyen, vagy a kor biztonsági előírásainak megfeleljen. 1949-ben, ahogy azt a Cunard kapitánya Harry Grattidge önéletrajzában, a „Captains of the Queens”‑ben (Királynők kapitányai) megjegyzi, a hajó erősen elhasználódott már, olyannyira, hogy több szint nedves időben szivárgott, ráadásul, egy üzleti vacsora közben az egyik terem mennyezetéről a felette levő helyiségből lezuhant egy zongora. Ez tényleg az Aquitania végét jelezte. 1950‑ben, Skóciában kivonták a forgalomból és kiselejtezték, lezárva egy előkelő karriert. Az Aquitania figyelemre méltó teljesítményt nyújtott pályafutása alapján: 36 év szolgálati év, 1.2 millió utas, több mint 450 transzatlanti út, 3 millió mérföld. Ezzel az Aquitania a 20. század legtovább üzemelő expressz óceánjárója lett. Más nagy óceánjáró nem vett részt mindkét világháborúban, és a négykéményes utasszállítók közül utolsóként vonták ki a forgalomból. A kormánykerék és egy részletes, méretarányos modell a halifaxi Atlanti-óceáni Tengerészeti Múzeum Cunard kiállításán látható.

## Fordítás
- Ez a szócikk részben vagy egészben  a   RMS Aquitania című angol Wikipédia-szócikk fordításán alapul.  Az eredeti cikk szerkesztőit annak laptörténete sorolja fel. Ez a jelzés csupán a megfogalmazás eredetét és a szerzői jogokat jelzi, nem szolgál a cikkben szereplő információk forrásmegjelöléseként.